# Arjan van der Giessen
Arjan van der Giessen (1965) is een Nederlandse journalist. Hij is vooral bekend als verslaggever van RTL 7 Darts en Viaplay Darts.

## Carrière
Van der Giessen studeerde aan de Academie voor de Journalistiek in Tilburg. In 1998 was hij werkzaam voor Hart van Nederland toen hij voorstelde om een item te maken bij het World Professional Darts Championship, waarvan Raymond van Barneveld de halve finale had gehaald door met 5-0 van Steve Beaton te winnen. In Frimley Green vroegen mensen van de BBC aan Van der Giessen of SBS de tv-rechten van het darts voor Nederland wilde kopen. SBS kocht de tv-rechten in eerste instantie niet. Het productiebedrijf dat Hart van Nederland produceerde deed dat wél. Na de WK-zege van Van Barneveld maakte SBS alsnog een deal met het productiebedrijf.
Sindsdien was Van der Giessen met regelmaat aanwezig bij de WK's van zowel de Professional Darts Corporation als de British Darts Organisation. In de loop der tijd ging de aandacht meer en meer naar de PDC.
Nadat de Nederlandse tv-rechten van het darts van SBS naar RTL gingen, verhuisde Van der Giessen mee. Vanaf 2012 was hij verslaggever voor RTL 7 Darts. Na afloop van wedstrijden op televisietoernooien van de PDC interviewt hij met grote regelmaat de spelers. Een van de meest spraakmakende interviews was dat met Michael van Gerwen na afloop van het European Darts Championship in 2020.
Af en toe voorziet hij de uitzendingen van achtergrondreportages en spelletjes. Zo ging hij voor een uitzending rondom de Premier League in 2019 naar Het Spoorwegmuseum met caller Kirk Bevins en onderwierp hij spelers, zoals Danny Noppert, aan de Darts Music Challenge tijdens het PDC WK 2020.
In januari 2022 werd bekend dat Van der Giessen na het PDC World Darts Championship 2022 als dartsverslaggever ging verhuizen van RTL 7 naar Viaplay, dat de uitzendrechten voor darts vanaf 2022 verwierf. In 2018 kwam zijn boek 20 jaar dartsgekte uit.